# Tatoeba
Tatoeba est une collection libre de phrases d'exemple avec traductions destinée aux personnes apprenant une langue étrangère. Elle est rédigée et maintenue par une communauté de bénévoles selon un modèle de collaboration ouverte. Son nom vient de l'expression japonaise « tatoeba » (例えば), qui signifie « par exemple ».
En janvier 2023, le corpus de Tatoeba comptait plus de 11 millions de phrases dans 419 langues. 55 de ces langues comptaient 10 000 phrases ou plus. Environ 1 million de phrases étaient accompagnées d'enregistrements audio.
Les phrases sont reliées entre elles au sein d'un graphe, ce qui facilite les traductions dans différentes langues. En janvier 2023, le graphe de Tatoeba répertoriait plus de 22 200 000 liens entre phrases. 249 paires de langues comptaient plus de 10 000 phrases traduites.